# Willard Schmidt
Willard Theodore Schmidt (Swanton, 14 februari 1910 – Coffeyville, 13 april 1965) was een Amerikaans basketballer. Hij won met het Amerikaans basketbalteam de gouden medaille op de Olympische Zomerspelen 1936. 
Schmidt speelde voor Creighton University en de McPherson Globe Oilers. Tijdens de Olympische Spelen speelde hij één wedstrijd in de tweede ronde. Gedurende deze wedstrijd scoorde hij 8 punten.